# 霍格沃茨特快列车 (设施)
霍格華茲特快列車是位於美國佛羅里達州奧蘭多的奧蘭多環球影城度假村內的一條軌道間距為1,800毫米（5英尺10+7⁄8英寸）的寬軌往复式地面缆车、客運系統與景點。該路線是園區的遊覽項目之一，用於往返冒險島樂園內的活米村火車站與佛羅里達環球影城裡倫敦區內的國王十字車站，全長為676（2,218英尺）。這條缆车提供了連接哈利波特魔法世界主題公園內斜角巷和活米村小鎮之間的聯繫，它們共同構建了根據哈利波特系列電影改編的哈利波特的魔法世界的場景。
該缆车系統以電影中的霍格華茲特快列車為原型，它由兩列虛構的霍格華茲特快列車的複製品運行，並由索道製造公司多貝瑪亞格拉文達集團承包建造。列車上會播放兩段不同的影片以顯示目前的兩種相反的行進方向。由於該列車火車在兩個不同主題公園的車站之間接載乘客，因此乘客必須持有這兩個主題公園的有效入場門票，並在登車前讓檢票員確認才能登上列車。
霍格華茲特快列車於2014年7月1日向公眾開放試運，並於七天後與斜角巷擴建項目的其他部分一起於同日正式向公眾開放。該列車服務在開放後立刻受到廣大遊客的歡迎，並在通車後的一個月內便達到完成了100萬次旅程的紀錄。

## 建造歷程

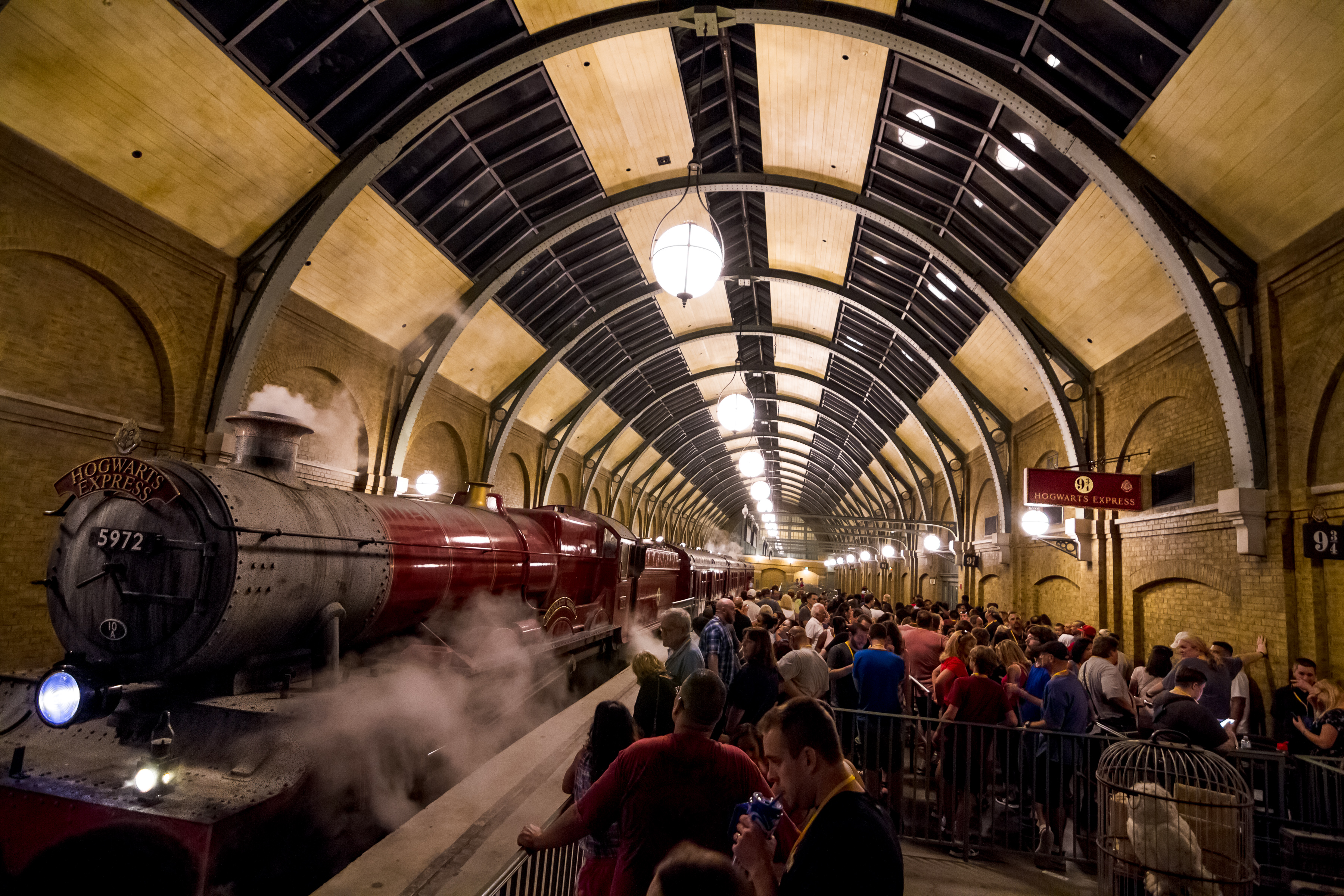
位於斜角巷毗鄰的國王十字車站，車站內的9¾月台有一個基於倫敦國王十字火車站的巨型頂棚。

霍格華茲特快列車的概念由環球電影公司創意部門主管馬克·伍德伯里（Mark Woodbury）提出。位於冒險島主題樂園的活米村小鎮景點於2010年開放後，環球影業開始考慮如何保持平衡相鄰主題公園之間的遊客量。起初，創意團隊考慮把斜角巷設於冒險島主題樂園中，最終他們決定倫敦與活米村的樂園景區不應該設於可讓彼此望見的範圍。因此，伍德伯里提議把斜角巷建於佛羅里達環球影城裡，然後以某種方式把這兩個哈利波特主題的景區連接。該小組提出了連接兩地提出了幾種運輸方式，後來規劃者確定了霍格華茲特快列車的想法。
2011年初，環球影城對冒險島樂園的「失落的大陸園區開展了工程测量，同時度假村經已開始對遊客進行調查，以了解擴建項目的可能性。這導致奧蘭多環球影城計劃擴建哈利波特魔法世界樂園的謠言廣傳起來。2011年末，度假村宣布大白鲨之旅樂園設施將於2012年1月2日關閉，以讓路給主題樂園的進一步建設—哈利波特與逃離古靈閣。在接近兩年半之後，奧蘭多及佛羅里達州中部地區電視台—全國廣播公司的附屬機構—WESH TV，他們報導指奧蘭多環球影城經已安裝了一套高架軌道系統，而該鐵軌系統連接著冒險島的活米村小鎮與佛羅里達環球影城內的一個建築工地的施工區域。
2013年5月，奧蘭多環球影城正式宣布哈利波特魔法世界主題公園擴建的消息，位於大白鯊主題園區的原址位置新增擴建斜角巷連同霍格華茲特快列車。截至同年8月底，全部6節載客車廂和兩個煤水車都經已準備就緒等待組裝。兩列火車中的首個車廂已於同年10月24日安裝於軌道上，而第二列列車於同年12月上旬完整嵌入於軌道上。2013年12月2日，奧蘭多一家遊樂園網站《奧蘭多景點雜誌（Orlando Attractions Magazine）》發現了其中一列火車正在進行測試。
2014年1月，環球影城度假村透過實時直播提前向公眾展示霍格華茲特快列車整體內部構造的預覽。2014年3月中旬，奧蘭多環球影城度假村發布了有關該遊樂設施的更多相關信息，包括介紹該列車的官方概念動畫。該度假村於2014年6月宣布，包括著霍格華茲特快列車在內的斜角巷擴建項目將會於同年7月8日正式向公眾開放。一星期後，奧蘭多環球影城在沒有任何官方公告的情況下開始了霍格華茲特快列車的試行。在霍格華茲特快列車正式開通了一個月後，已錄得獲100萬名乘客的搭載人次。這些都是一個由150人組成的團隊花了接近兩年半的時間來完成開發。

## 特徵

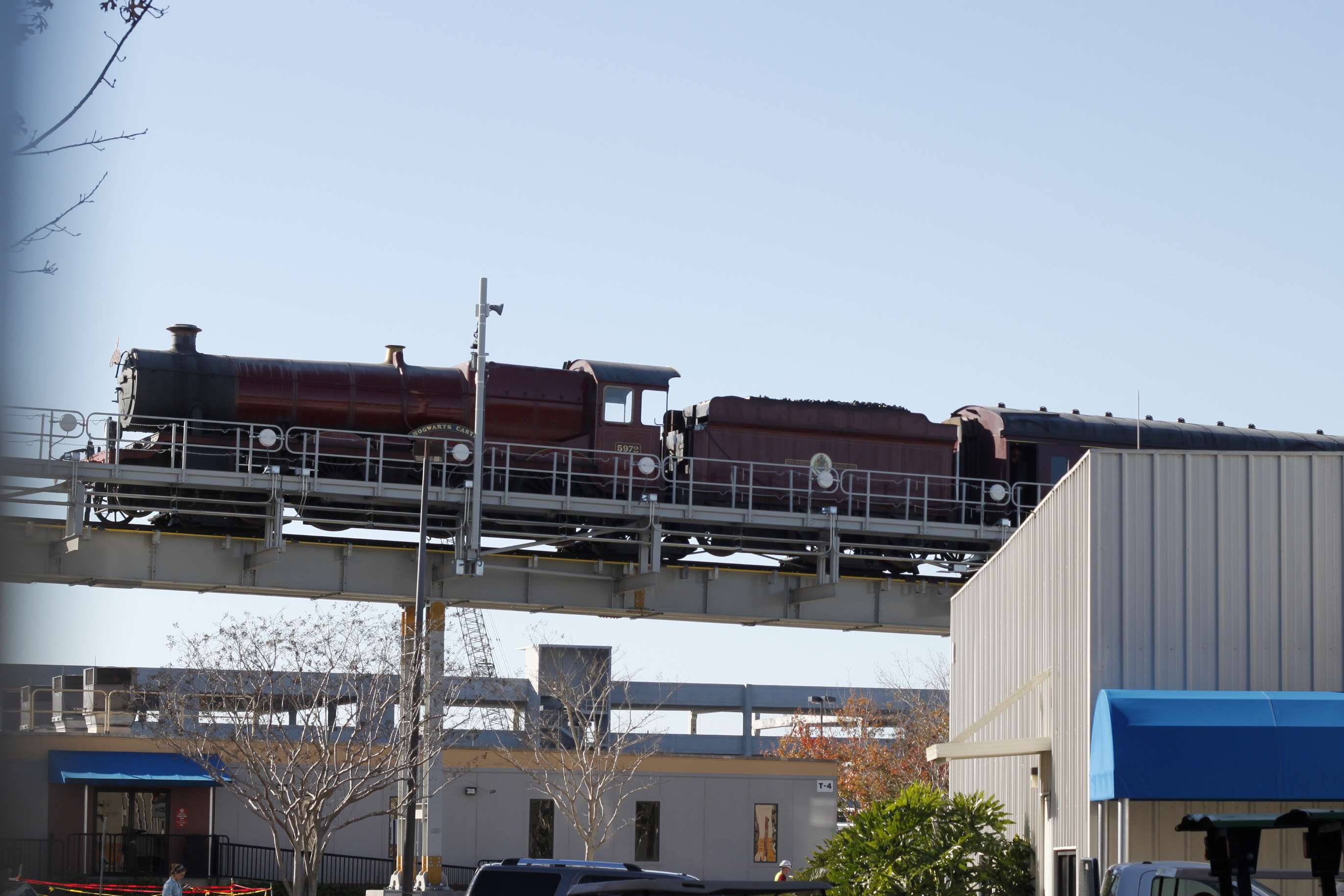
火車經過兩站之間的奧蘭多環球影城外景區域。

遊客在經已進入任何一個主題公園後並出示允許在當天有效的入場門票後便可以乘坐霍格華茲特快列車。該列車每年運作365天，每天可接載30,000名乘客。

### 轨道
霍格華茲特快列車是採用單线高架地面缆车，橫跨並連接兩個主題公園之間的外景區域，路線的中間點設有兩軌列車互相避讓的会车段（交會站）。該軌道全長676（2,218英尺），軌距為1,800毫米（5英尺10+7⁄8英寸）。軌道上有牽引索和平衡索，其直徑均為46（1.8英寸）。其繞線電機裝置是位於國王十字車站，額定容量為215千瓦特（300匹馬力），而高峰值功率為636千瓦特（900匹馬力）。

### 火車
霍格華茲特快列車使用兩列火车外观的缆車，每列可運送168名乘客，每次循環往返周期總共可接送336名乘客。每列火車都是由鉸接式列車車廂的五個部分組成：一個蒸汽火車頭的複製品、一節掛在火車頭後方的煤水車，還有三節載客車廂—每一節車廂包含著7個隔間，而每個隔間最多可容納8名就座乘客，隔間內所安裝的並非普通的車窗而是投影裝置系統。最初的計劃是每列火車有兩節載客車廂；隨著一項乘客意向調查顯示，潛在乘客會把霍格華茲特快列車視為一個獨具意義的遊覽景點，而非單單連接兩個主題公園的交通方式，因此在載客車廂的數量方面會有所增加。列車全長70-（230-英尺），火車頭重量為13公噸（29,000磅），煤水車的重量為15公噸（33,000磅），每節載客車廂重量為27公噸（60,000磅）。由於列車採用的是地面缆车設計，因此兩列缆車同時出發並同時抵達終點站，以及總是同時到達中途點。其行駛速度均為3.4每秒（12每小時；7.6英里每小時），並會在路線中途的会车段擦肩而過。
由於兩列列車的車頭都是朝向活米村站，因此它們均沒法朝向國王十字車站；因此從活米村站出發開往國王十字車站方向的火車便需要反方向倒退進入車站。兩個車站的月台都設於列車的左側，因此列車只設計讓人們從側面看見；而另一側的車身既沒有火車頭模型上的假驅動輪，也沒有車身的具體細節。列車中超過70%的電纜都是為了讓火車外觀更逼真而設計的視覺效果和物理動畫組件。
這些火車是在瑞士戈爾道製造。瑞士CWA Constructions為列車的外部和內部進行設計，使其看起來盡量跟哈利波特系列電影中的霍格華茲特快列車相似。兩列火車基於蒸汽火車頭GWR 4900 Class 5972 Olton Hall為原型（作為5972霍格華茲城堡號），其整體材質為鋁和玻璃鋼建造。新列車於建好之後採用人工風化工藝處理，使其外觀看起來更有年代感，就像一列歷史悠久的火車。
Frey AG公司負責為列車鋪設電線來替行駛中的列車設置影像和聲音裝置，也同時負責安裝其他技術設備以便讓列車接入電腦控制系統。

#### 媒體

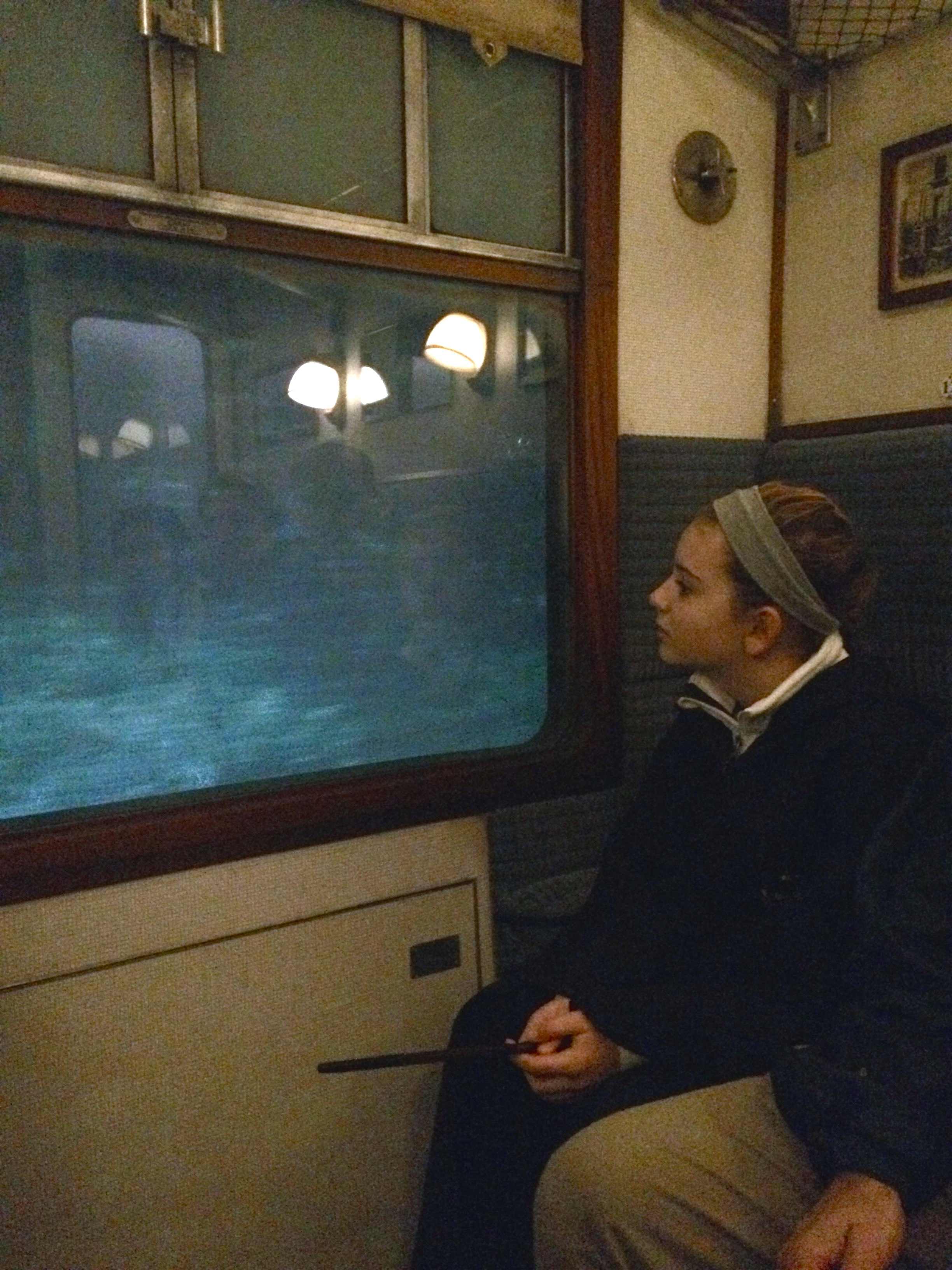
每個车厢的隔間車窗所設置的曲面投影裝置。

每個隔間的窗戶位置都設有一個彎曲的屏幕，它會隨着列車終點站的不同而播放兩個不同的影像，那些影像由英國DNeg特效工作室製作。
2014年3月25日，倫敦交響樂團於艾比路錄音室（Abbey Road Studios）錄製了整個火車行駛旅程中所播放的音樂，向北行駛的旅途中所播放的音樂名為《活米村至倫敦的直通火車（Connector Train – Hogsmeade to London）》。

## 旅途
主題樂園的遊客可以乘坐霍格華茲特快列車往返位於倫敦的活米村景區及鄰近斜角巷的國王十字區。遊客只要購買兩個主題樂園通行的門票（不限於當天一次性、季票及年票通行證），他們便可以於同一天裡出入這兩個奧蘭多環球影城的主題樂園，並可任意選擇一方向的列車旅程。列車會根據不同目的地而播放兩段不同的影片，每般影片的長度大約四分鐘。

### 從國王十字車站至活米村

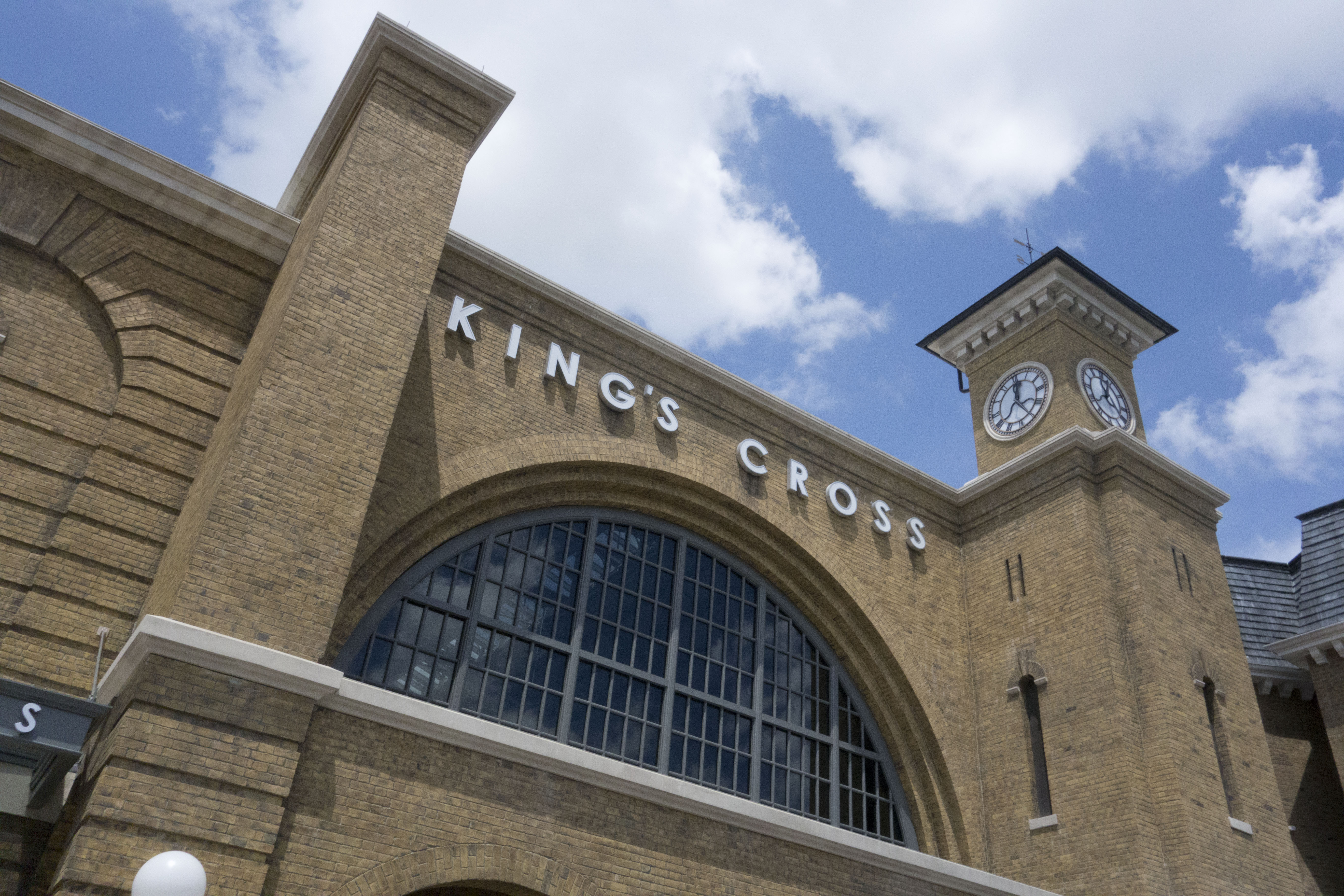
國王十字車站。

國王十字車站景點建於主題樂園的前大白鯊景點的場地上。該車站入口位於樂園的倫敦區，鄰近斜角巷，它根據真實之倫敦國王十字車站的四分之一比例縮小並複製。乘客在進入火車站大樓入口處需通過檢票，然後排隊進入車站大樓內。此時乘客可見到車站上方顯示車次狀態的機械翻頁顯示板，沿途還有倫敦相關的站內廣告、幾堆手提行李箱，以及一家售賣英國品牌的食品飲料的商店。乘客走上一段樓梯後便可以來到國王十字車站的9號月台與10號月台的標誌牌中間，此時他們便可以看到前方的人穿過9+3⁄4月台入口的那面牆，此效果稱為「佩珀爾幻象（Pepper's ghost）」的錯覺。在轉過幾個拐角之後，乘客便可抵達9+3⁄4月台等候下一班火車。在霍格華茲特快列車以倒退方式進入9+3⁄4月台，並且讓到站的乘客全部下車之後，下一班列車的乘客將會登上3個載客車廂的21個隔間之中。
當火車離開國王十字車站時，車廂隔間中的投影裝置便會播放貓頭鷹嘿美於窗外跟隨列車一起飛翔並穿過倫敦市郊的影片。當嘿美飛走後，催狂魔便會從附近的建築物上空飛來。與此同時，哈利·波特、榮恩·衛斯理和妙麗·格蘭傑會沿著走廊的一侧匆匆走過以尋找食物。火車旅程緊接着會駛進一條隧道，其出口處會路過暴風雨夜中的馬份莊園。接下來，火車會通過第二條隧道，當催狂魔進入火車並沿著走廊經過時，車廂裡隔間內的燈光便會熄滅；此時哈利·波特便會利用他的魔法把催狂魔擊退。在離開隧道後，乘客便會看到魯霸·海格以霍格華茲城堡為背景下騎着他的飛天摩托車迎接乘客，並跟大家打招呼。當火車駛進樹林後，飛天汽車便會出現於大家的視線並從地形上穿越。飛天汽車於火車駛出樹林後便隨即墜毀。這時列車再次經過霍格華茲城堡，在抵達活米村車站之前，海格於此處向乘客致意。
乘客於火車在到站後下車，向著霍格華茲特快列車前方的坡道走下去，然後沿著通往活米村的小路前行，便到達活米村的小鎮。

### 從活米村至國王十字車站

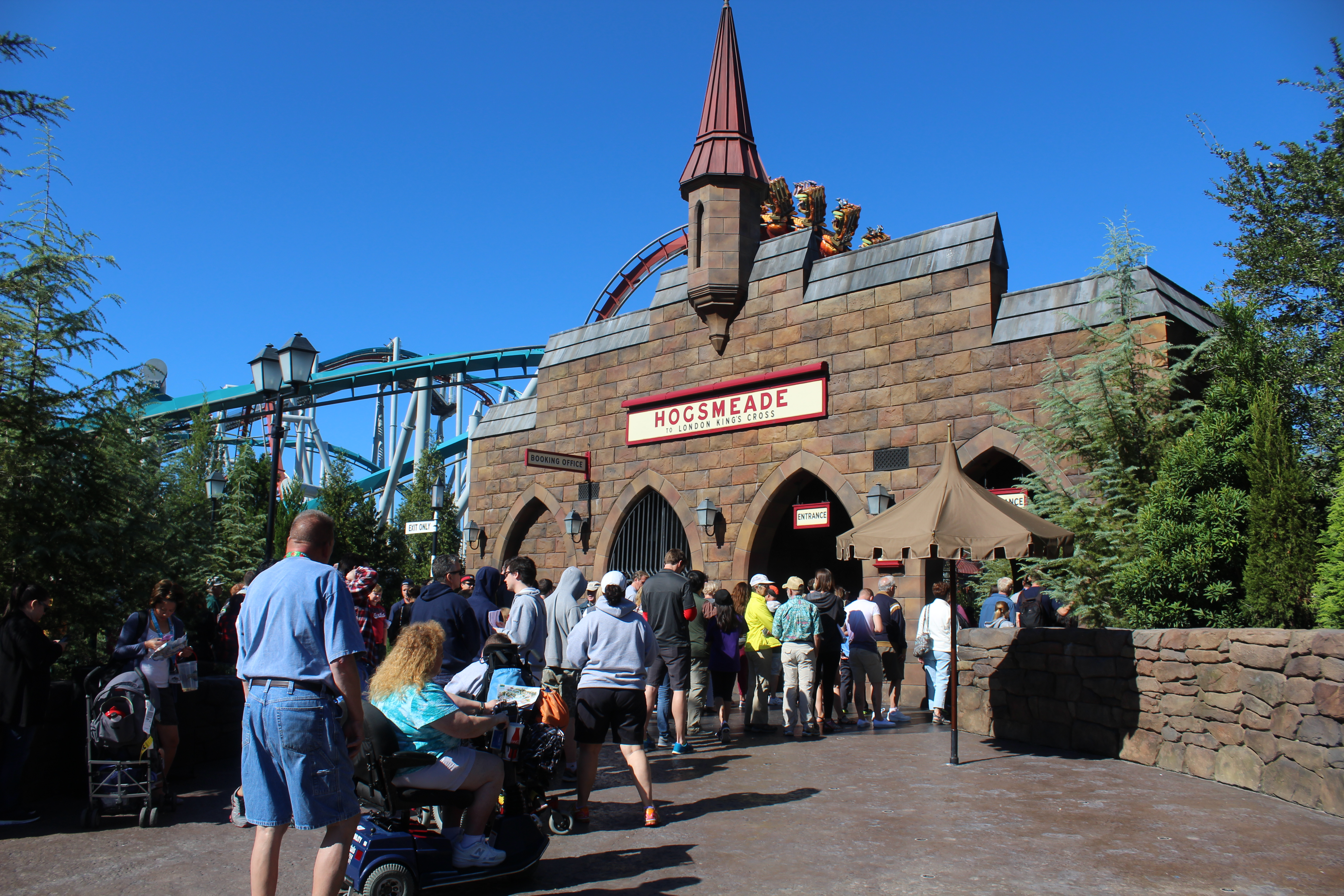
活米村車站。

乘客首先在入口排隊，檢票員會檢查乘客的環球影城門票，然後排隊處會通往森林區域，該區域通往活米村車站大樓。在爬上一段樓梯後，乘客便到達活米村車站的月台。從國王十字車站到達的霍格華茲特快列車乘客下車離開月台後，活米村站的乘客便可登上列車，並在21個隔間中就坐。
當火車出發開往國王十字車站時，車廂內的影片開始時播放著海格於車窗外向乘客揮手告別的畫面，走廊的一側還會出現哈利、榮恩與妙麗正在尋找空餘車廂隔間的身影。隨後，鷹馬巴嘴於霍格華茲城堡建築的背景下飛到車窗外，不一會之後，火車便駛進了半人馬在車窗外奔跑的森林。離開了森林後，乘客可以再次在看到霍格華茲城堡於背景中出現，此時弗雷與喬治·衛斯理出現，他們一邊騎着飛天掃帚，一邊在空中放煙花。霍格華茲特快列車接著駛進一條隧道，乘客會發現自己出了隧道後正身處於暴風雨之中並經過馬份莊園。隨後旅程進入第二條隧道；哈利、榮恩與妙麗再次於火車走廊的一側走過。此時一隻甘草蜘蛛爬上隔間門時，哈利把牠吃掉（讓榮恩感到恐懼），接著三人繼續沿著走廊往前走。出了隧道後，火車旅程繼續開往倫敦，途中經過工業廠房和住宅區。騎士巴士緊接出現，它在建築物之間擠過，並忽然縮小於橋底下穿過。騎士巴士遠去後火車便進入國王十字車站的景點，瘋眼穆敵於那裡迎接遊客。
乘客下車後便到達國王十字車站的9+3⁄4月台，走下一段樓梯便進入2010年代的國王十字車站大堂，隨後從車站大樓走出來就是毗鄰斜角巷的倫敦海濱景區。

## 評價

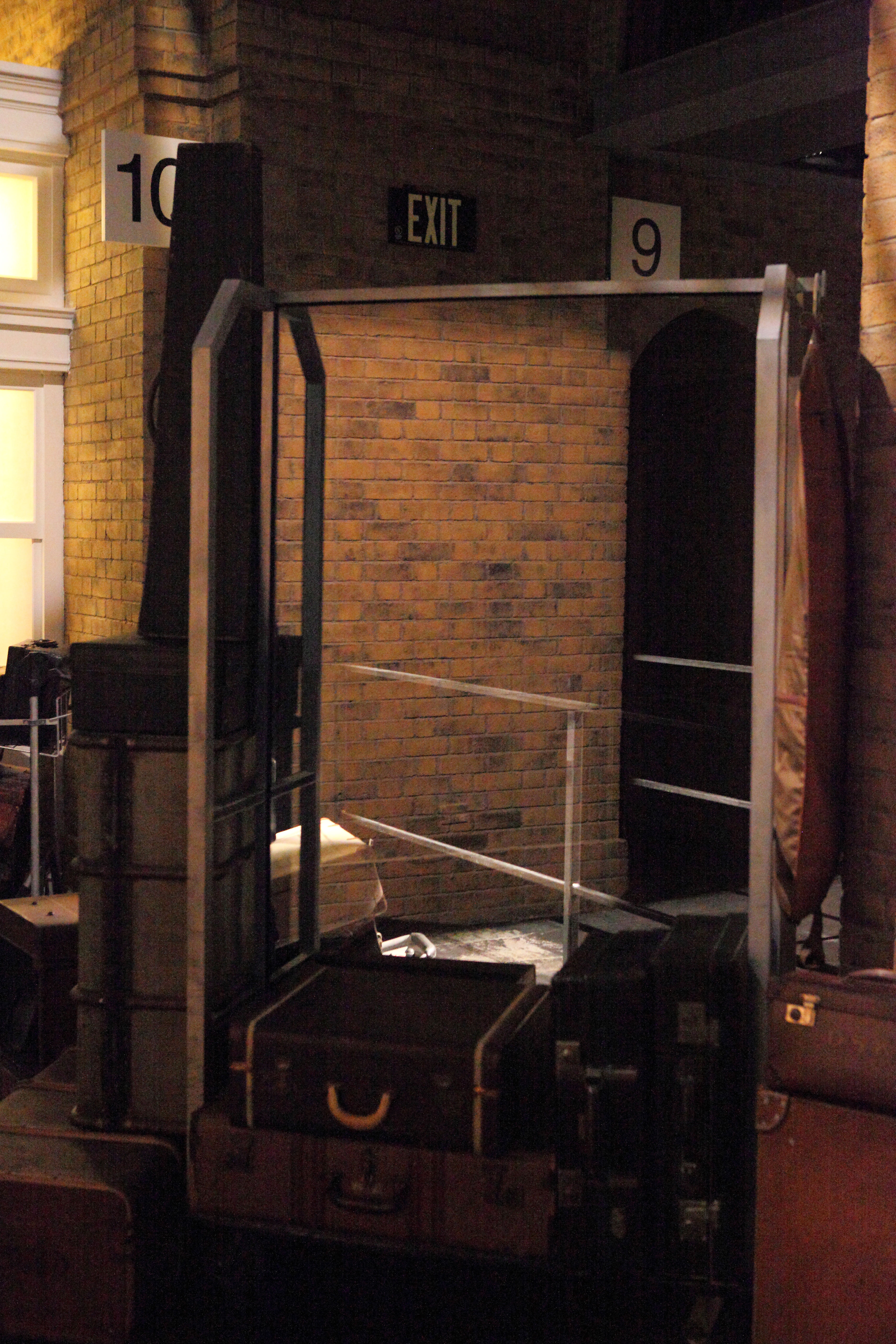
利用佩珀爾幻象的錯覺特效，使前方正在排隊的遊客看起來就像是依次穿過磚牆。

《主題公園內幕（Theme Park Insider）》網站的編輯羅伯特·奈爾斯（Robert Niles）提到了霍格華茲特快列車這個景點是如何「穿牆」的，例子包括巫師世界與麻瓜世界的分離；環球影業如何讓觀眾成為表演者（如在國王十字車站排隊部分的遊客，他們於穿過牆壁來到9+3⁄4月台）。他於評論中寫道：「主題公園景點的慣例是讓你在上車的同一地點或附近下車，所以當你離開霍格華茲特快列車時，你會發現自己不僅來到了另一個火車站更是置身於完全不同的主題公園，這會讓人有點暈頭轉向和迷失方向的感覺。」
《About.com》網站的亞瑟·萊文（Auther Levine）對環球影城感到失望，他認為該公司沒有努力嘗試還原讓遊客重現進入9+3⁄4月台的遊客的魔法效果；他指：「到了遊客親身走到月台的時候，這本該是個隆重的時刻—他們能以自己的方式進入月台的時候，然而這對希望成為巫師的人來說，他們只是走進了一條黑漆漆的走廊。除了聽見一聲『嗖嗖』的音效之外，讓人遺憾的是，這裡並沒有試圖還原那種粒子瞬間轉移現象的魔法效果。」他還發現霍格華茲特快列車進入活米村站的方向是正常的，但是倒車進入國王十字車站的9+3⁄4月台的設計讓人感到很尷尬，而且十分摸不着頭腦——儘管在活米村，列車是面向前方到達的。總體而言，萊文表示，這個景點不僅是讓它成為遊樂設施的一種交通工具，他指：「園區方面是透過它來成為魔法世界中不可或缺的一部分，大部分遊客都希望乘坐它來獲得完整的哈利波特世界體驗。」園區還把它設計成整個環球影城內部的交通工具，而且還需要同時持有兩個主題公園的門票才能登上它，這無疑會協助環球樂園向更多客戶推銷更高價格的門票，同時增加遊客的遊玩天數，提高園區附屬物業酒店的入住需求，還能全面帶動環球影城步行街上的餐飲、購物、娛樂服務的經濟效益。
2014年，佛羅里達環球影城的遊客量相比前一年的710萬人次增長至830萬人次，冒險島樂園的遊客量則沒有變化。根據《AECOM》經濟部門副主席布萊恩·薩恩茲（Brian Sands）的說法，佛羅里達環球影城遊客數的增長很可能是由於斜角巷的擴建。他還提到，儘管「遊客去找新事物」以來，冒險島樂園的遊客量沒有變化，霍格華茲特快列車可能阻止了樂園的遊客人數減少。

## 事故
- 2016年10月1日，列車於行駛途中由於電子煙發生爆炸，導致一名男子和14歲女孩因被燒傷而被送往治療[49]。

- 2017年8月17日，兩列霍格華茲特快列車於尚未抵達終點站的途中實施緊急疏散到車站之外，一些乘客被困於沒有通風設施的車廂內一個多小時[50]；相同事故在一周後的8月24日再次發生，環球公司把這兩次事件歸咎於「技術問題」[50][51][52]。

## 外部連結
- 互联网电影数据库（IMDb）上《Hogwarts Express window sequences》的资料（英文）